# Ru du barisart
Le ru du barisart est un cours d'eau s'écoulent depuis les hauteurs de la commune de Spa jusque dans la vallée du Wayai, son ruisseau récolteur. Il est donc par intermédiaire du Wayai puis de la Hoegne, la Vesdre et l'Ourthe, un sous-affluent de la Meuse.

## Sources
Le bras droit prend ces sources près de la Vequée. Le bras gauche prend sa source à la Source de Barisart près du chemin des fontaines. (voir Source de Barisart)
Un site de captage de l'eau de barisart; un des produits du groupe Spadel; est situé non loin de cette source.

## Géographie
Depuis sa source le ru du barisart Source de rencontre :
1. Source de la Géronstere[3]
2. Source du Barisart
3. Domaine de Mambaye[4]
4. Petit étang non-nommé
5. Passe sous la route de Barisart à Spa (200 m)
6. Passe a côté de la place de l’Abattoir
7. Basse sous le centre de Spa sur une longueur de 460 m, pour rejoindre le Wayai -lui aussi vouté sous Spa-

## Galerie

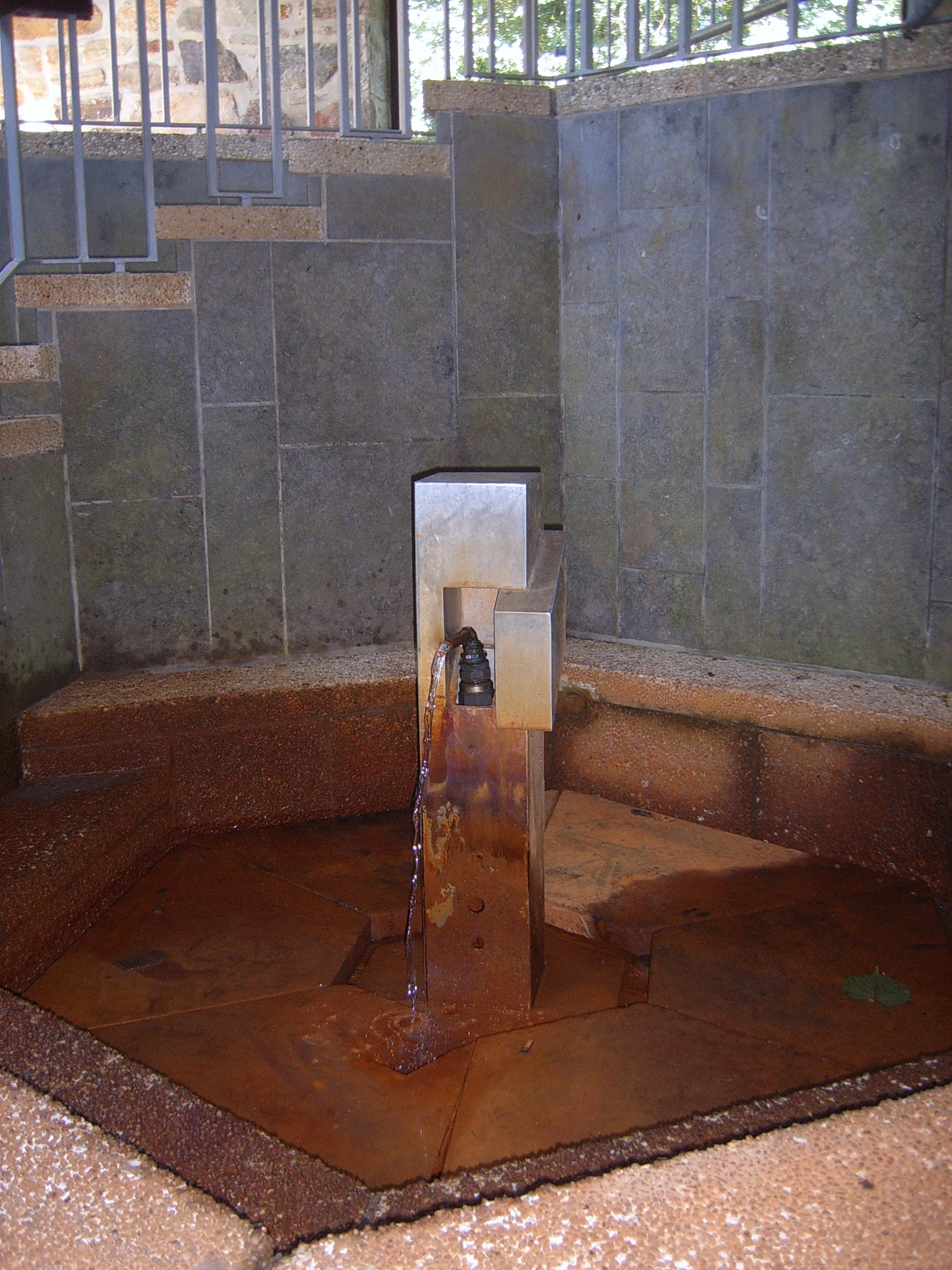
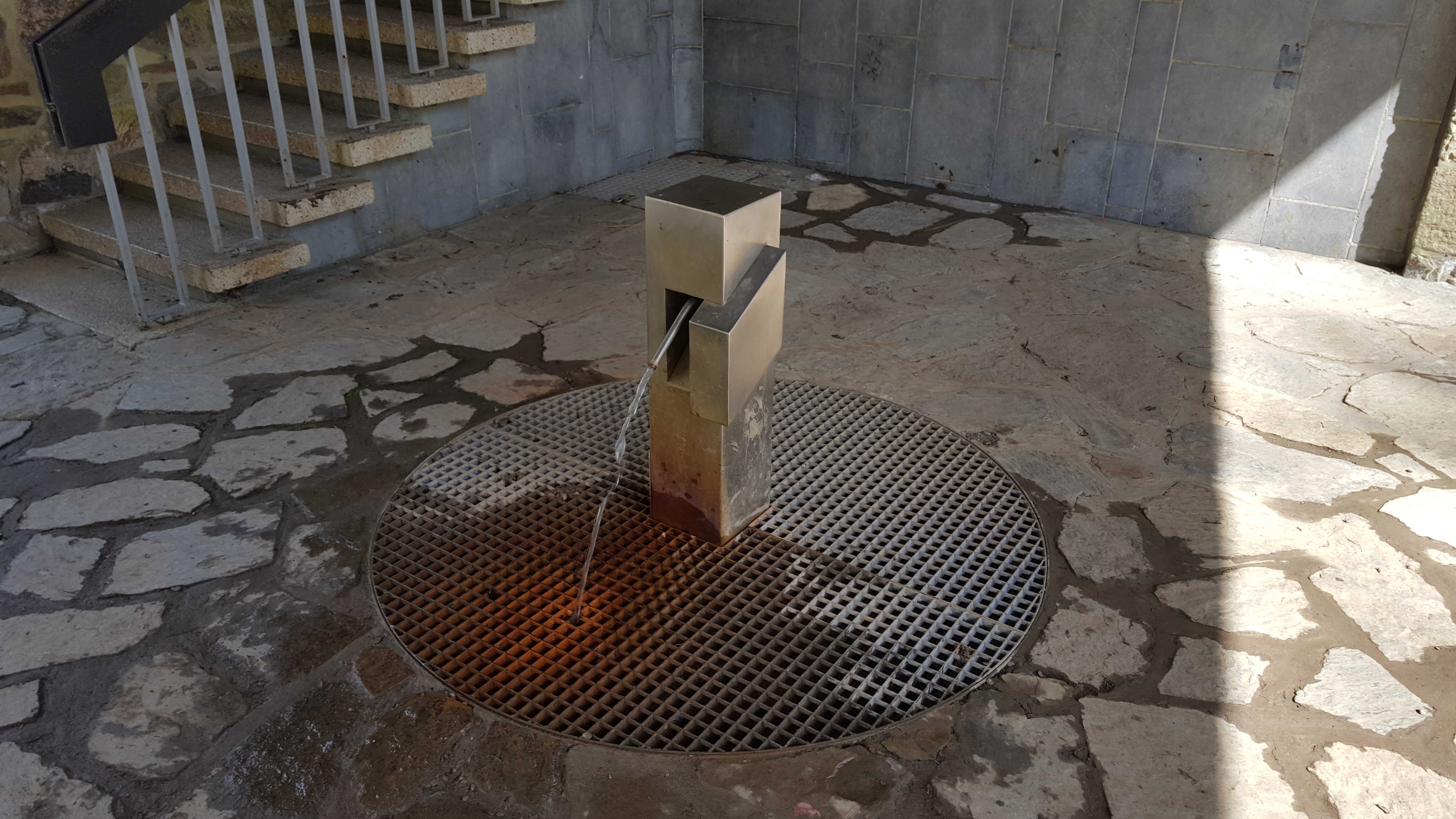
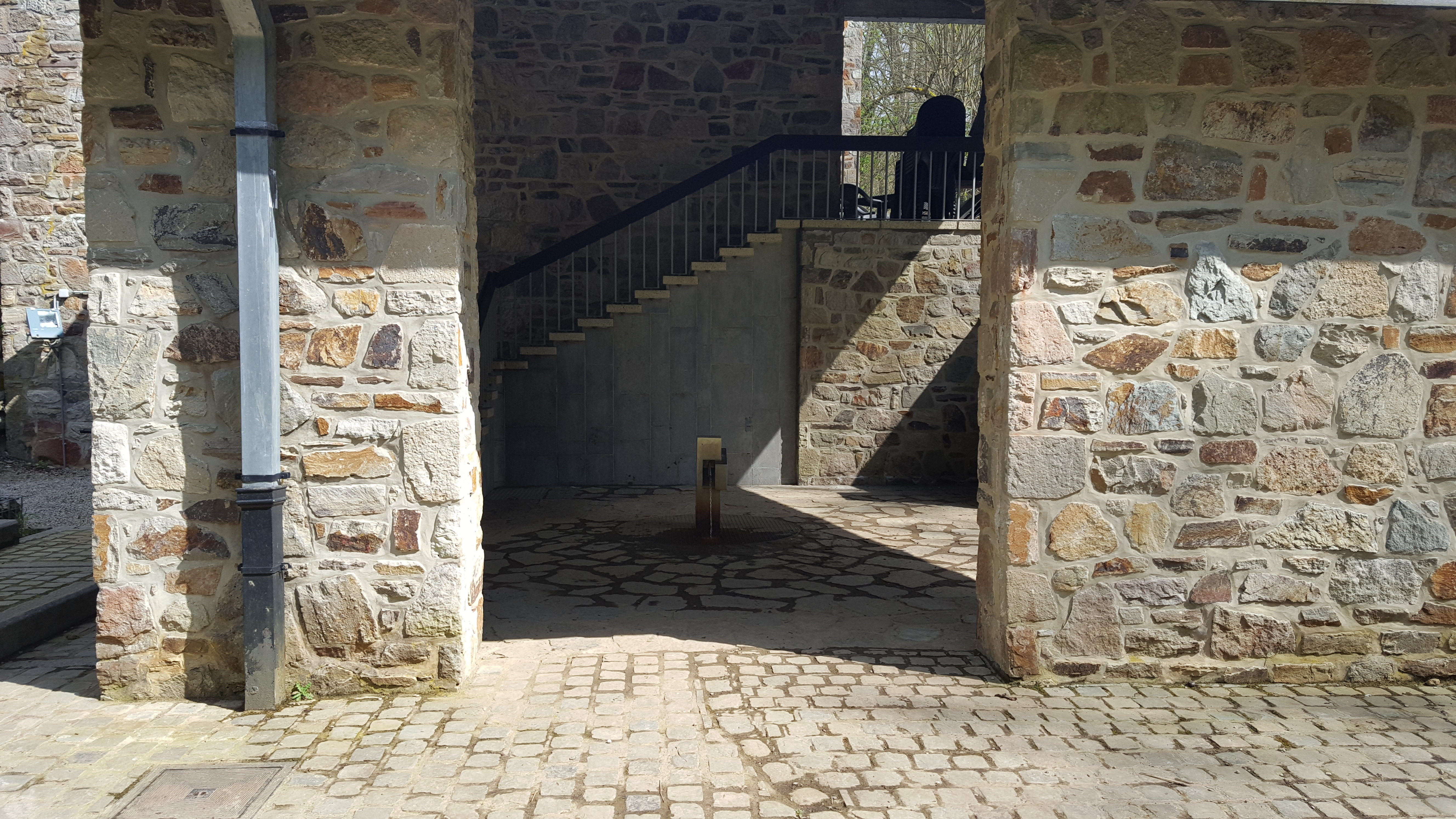
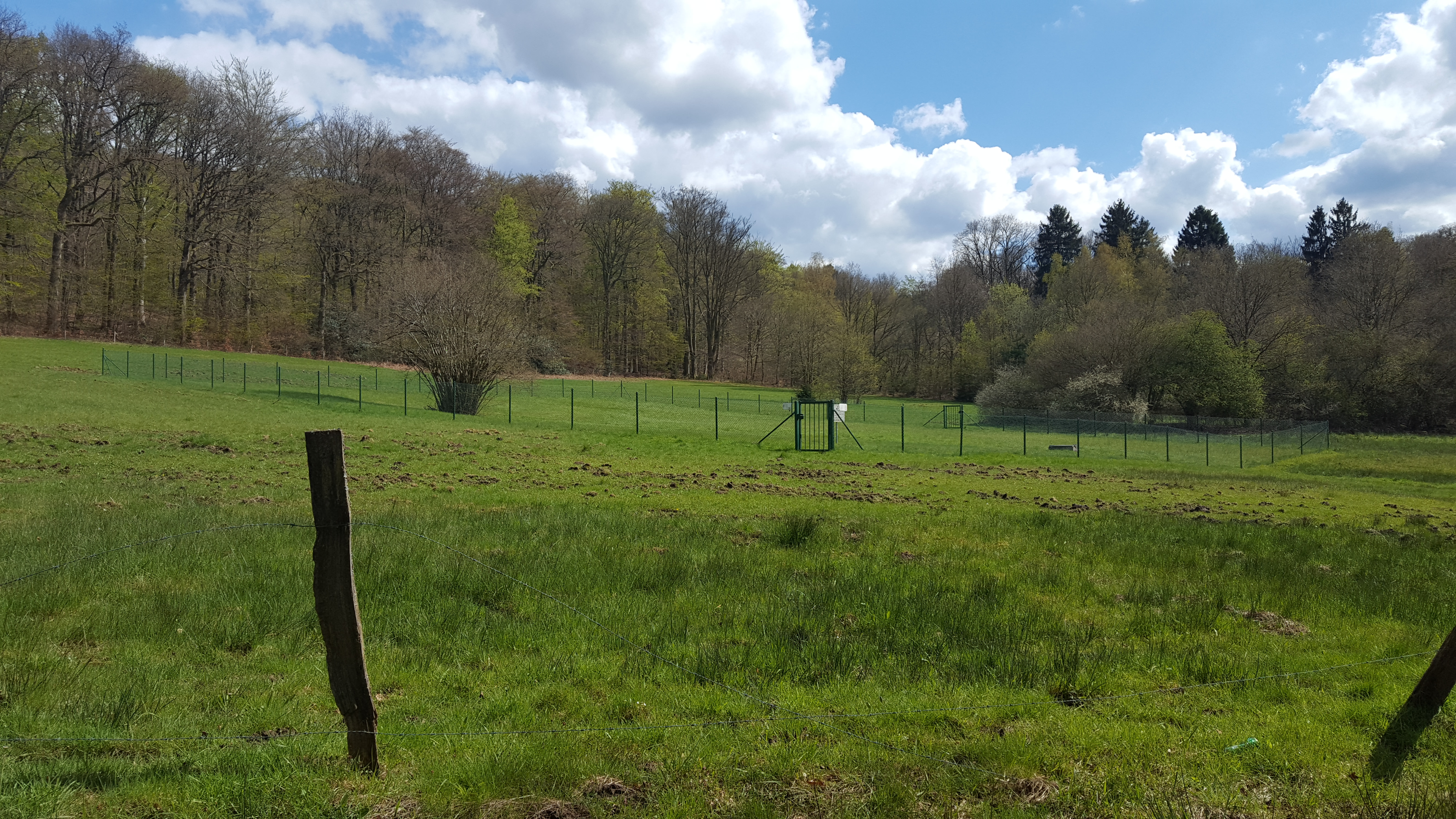
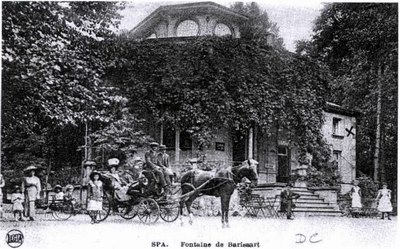